# Dębowiec (gmina w województwie śląskim)
Dębowiec – gmina wiejska w województwie śląskim, w powiecie cieszyńskim. W latach 1975–1998 gmina położona była w województwie bielskim.
Siedziba gminy to Dębowiec.
Według danych z 30 czerwca 2004 gminę zamieszkiwało 5498 osób.

## Struktura powierzchni
Według danych z roku 2002 gmina Dębowiec ma obszar 42,48 km², w tym:
- użytki rolne: 71%
- użytki leśne: 12%

Gmina stanowi 5,82% powierzchni powiatu.

## Demografia
Według austriackiego spisu ludności z 1900 miejscowości wchodzące dziś w skład gminy miały wówczas łącznie 4259 hektarów, na których w 451 budynkach mieszkało 3199 osób, co dawało gęstość zaludnienia równą 75,1 os./km² i średnio 7,1 osób na dom. 1666 (52,1%) mieszkańców było katolikami, 1499 (46,9%) ewangelikami a 34 (1,1%) wyznawcami judaizmu, 3141 (98,2%) było polsko-, 23 (0,7%) niemiecko- a 12 (0,4%) czeskojęzycznymi. Do 1910 roku obszar wzrósł do 4265 hektarów, liczba mieszkańców do 3326, z czego 3313 zameldowanych było na stałe, 1786 (53,7%) było katolikami, 1505 (45,2%) ewangelikami, 35 (1,1%) żydami, 3259 (98%) polsko-, 46 (1,4%) niemiecko- a 8 (0,2%) czeskojęzycznymi.

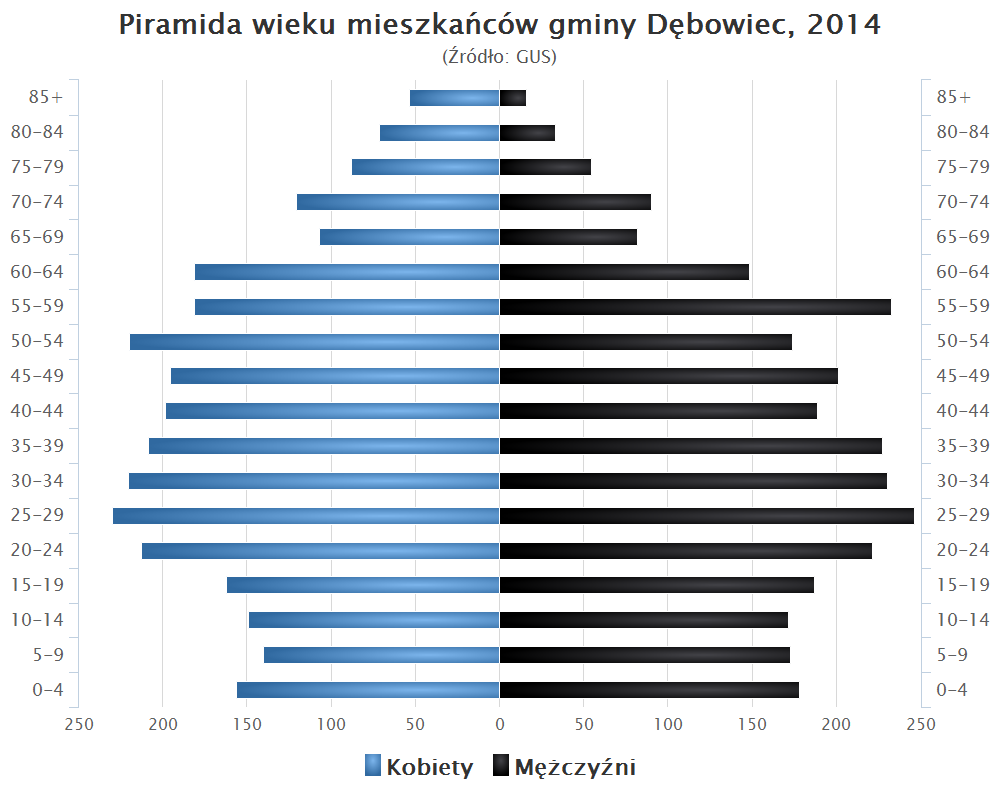
Piramida wieku mieszkańców gminy Dębowiec w 2014 roku

Dane z 30 czerwca 2004:
| Opis                              | Ogółem | Ogółem | Kobiety | Kobiety | Mężczyźni | Mężczyźni |
| --------------------------------- | ------ | ------ | ------- | ------- | --------- | --------- |
| jednostka                         | osób   | %      | osób    | %       | osób      | %         |
| populacja                         | 5498   | 100    | 2773    | 50,4    | 2725      | 49,6      |
| gęstość zaludnienia (mieszk./km²) | 129,4  | 129,4  | 65,3    | 65,3    | 64,1      | 64,1      |

## Przyroda i turystyka
Gmina leży w zachodniej części Pogórza Śląskiego (tzw. Pogórza Cieszyńskiego) na wysokości od 277 do 387 m n.p.m. Najważniejszą rzeczką przepływającą przez gminę jest Knajka, lewy dopływ Wisły. Wzdłuż niej ciągnie się szereg stawów rybnych, zaczynając od Kostkowic przez Dębowiec, dalej już w Ochabach należących do gminy Skoczów.

## Zabytki
- Kościół pw. św. Jakuba z XV wieku w Simoradzu (przebudowany w 1892 r.)
- Kościół pw. św. Mateusza z 1855 roku w Ogrodzonej
- Zabytkowy spichlerz z XVIII wieku w Dębowcu, pozostałość po tamtejszym folwarku

## Miejscowości

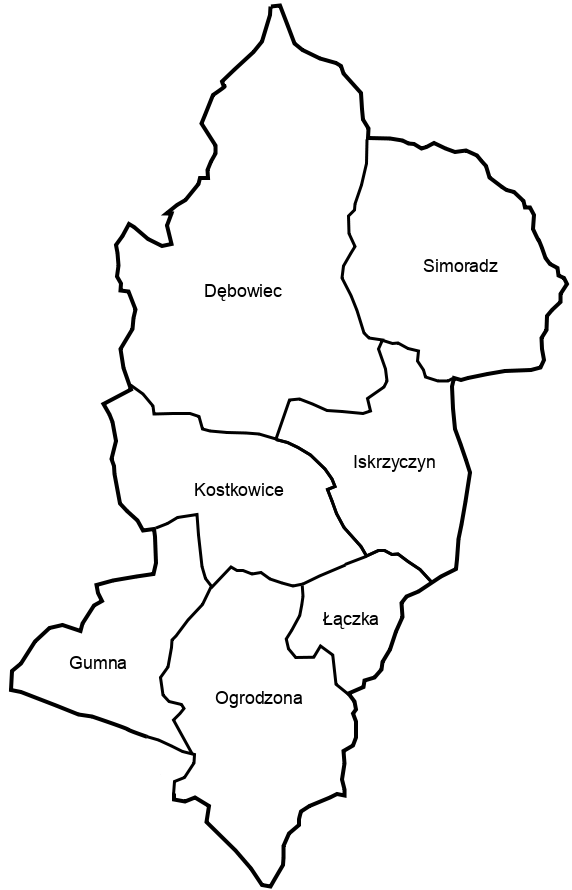
Sołectwa gminy

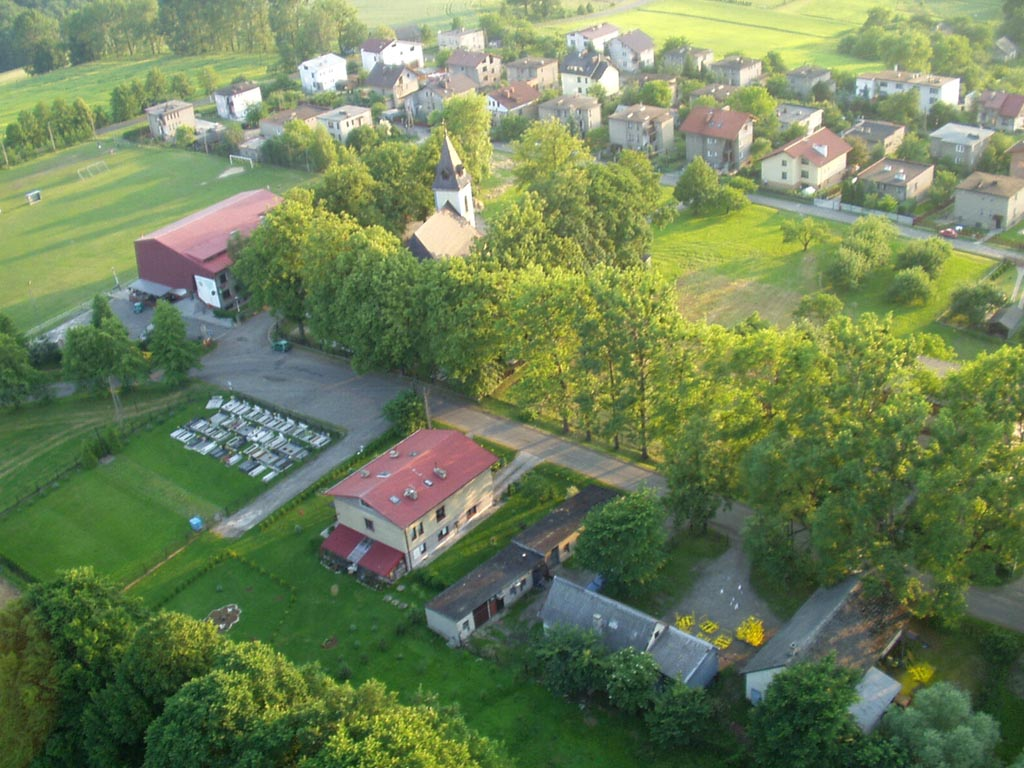
Simoradz z lotu ptaka

| Herb             | Sołectwo               | Powierzchnia (w ha) | Ludność (2008) | Gęstość zaludnienia (os./km²) | Położenie |
| ---------------- | ---------------------- | ------------------- | -------------- | ----------------------------- | --------- |
| herb Dębowca     | Dębowiec (wieś gminna) | 1317                | 1786           | 135,6                         |           |
| herb Gumien      | Gumna                  | 410                 | 431            | 105,1                         |           |
| herb Iskrzyczyna | Iskrzyczyn             | 465                 | 646            | 138,9                         |           |
| herb Kostkowic   | Kostkowice             | 510                 | 517            | 101,4                         |           |
| herb Łączki      | Łączka                 | 192                 | 289            | 150,5                         |           |
| herb Ogrodzonej  | Ogrodzona              | 695                 | 861            | 123,9                         |           |
| herb Simoradza   | Simoradz               | 695,37              | 985            | 141,7                         |           |

## Sąsiednie gminy
- Cieszyn, Goleszów, Hażlach, Skoczów, Strumień.